# Migros (Turska)
Migros Türk je po veličini, najveći turski trgovački lanac.

## Povijest
Migros Türk je 1954. osnovao Migros iz Švicarske kao podružnicu za Tursku. 1974. je prodata Koç grupi (Koč).
Hrvatska kompanija Agrokor pokušala je 2008. preuzeti turski maloprodajni lanac Migros, ali je njegov većinski udio na kraju kupila tvrtka Moonlight za 1,64 milijarde dolara.
Danas ima prodavaonice u: Azerbajdžanu, Kazahstanu, Kirgistanu, Sjevernoj Makedoniji i Rusiji.

## Tvrtke
Tvrtke koje su u vlasništvu Migros-a.:
- Ramenka
- Şok
- Tansaş
- Ramstore

## Vanjske poveznice
- Službena stranica (engleski/turski)